# S/2008 (160091) 1
S/2008 (160091) 1 é o objeto secundário do corpo celeste denominado de (160091) 2000 OL67. Ele é um objeto transnetuniano que tem cerca de 116 km de diâmetro